# Saliwnoje
Saliwnoje (russisch Заливное; deutsch Postnicken, litauisch Paustininkai) ist eine Siedlung in der russischen Oblast Kaliningrad. Sie liegt im Rajon Gurjewsk und gehört zur kommunalen Selbstverwaltungseinheit Stadtkreis Gurjewsk.

## Geographische Lage
Die Ortschaft liegt in der historischen Region Ostpreußen, am Südufer des Kurischen Haffs, dreißig Kilometer nordöstlich von Königsberg (Kaliningrad) und elf Kilometer östlich des Dorfs Pirogowo (Sudnicken). 

## Ortsname
Den Ortsnamen tragen bzw. trugen auch die vor 1945 eigenständigen umliegenden Orte Brandt [Fh.] (ru. zunächst Glucharjowo), Grünwalde, Jägertal, Möwenhof, Mückenhof (ru. zunächst Rutschji) und Palve. Die Ortsstellen Brandt [Fh.], Grünwalde, Möwenhof und Palve sind verlassen.

## Geschichte

Postnicken nordöstlich von Königsberg und ostnordöstlich des Dorfs Schaaken, an der Südküste des Kurischen Haffs, auf einer Landkarte von 1910.

Postnicken wurde etwa 1405 gegründet. Im Jahr 1785 wird der Ort als kölmisches Dorf mit 40 Feuerstellen (Haushalten) bezeichnet.  Das Kirchdorf bildete von 1874 bis 1945 einen eigenen Amtsbezirk (eingegliedert war die Landgemeinde Postnicken, der Gutsbezirk Grünwalde, der vor 1908 nach Postnicken eingemeindet wurde, und der Gutsbezirk Jägertal, der schließlich 1928 zu Postnicken kam) und gehörte bis 1945 zum Landkreis Königsberg (Preußen), ab 1939 Landkreis Samland, Regierungsbezirk Königsberg, in der Provinz Ostpreußen. 
Nach Ende des Zweiten Weltkriegs wurde die Region zusammen mit der nördlichen Hälfte Ostpreußens von der Sowjetunion annektiert, verbunden mit einem völligen Bevölkerungsaustausch. Die 1947 nach dem russischen Wort saliw für Haff in Saliwnoje umbenannte Siedlung war bis 1954 Sitz eines Dorfsowjets, der dann nach Marschalskoje verlegt wurde. Von 2008 bis 2013 gehörte der Ort zur Landgemeinde Chrabrowskoje selskoje posselenije und nach dessen Auflösung seitdem zum Stadtkreis Gurjewsk.

## Bevölkerungsentwicklung
| Jahr | Einwohner | Anmerkungen |
| ---- | --------- | ----------- |
| 1818 | 589       | [ 6 ]       |
| 1933 | 890       | [ 7 ]       |
| 1939 | 847       | [ 7 ]       |

## Saliwenski selski Sowet 1947–1954
Der Dorfsowjet Saliwenski selski Sowet (ru. Заливенский сельский Совет) wurde im Juni 1947 eingerichtet. Im Jahr 1954 wurde der Dorfsowjet aufgelöst und ging im neu gebildeten Marschalski selski Sowet auf. Der Ort Sokolowka gelangte allerdings (eventuell später) in den Dobrinski selski Sowet.
| Ortsname                    | Name bis 1947/50       | Jahr der Umbenennung |
| --------------------------- | ---------------------- | -------------------- |
| Clebnikowo (Хлебниково)     | Dogehnen               | 1950                 |
| Gajewo (Гаево)              | Kropiens               | 1947                 |
| Glucharjowo (Глухарёво)     | Brandt [Fh.]           | 1950                 |
| Liski (Лиски)               | Kingitten              | 1950                 |
| Marschalskoje (Маршальское) | (Königlich) Gallgarben | 1947                 |
| Naumowka (Наумовка)         | Germehnen              | 1947                 |
| Opuschki (Опушки)           | Adlig Gallgarben       | 1950                 |
| Pawlowo (Павлово)           | Ginthieden             | 1947                 |
| Puschkinskoje (Пушкинское)  | bei Gallgarben         | 1950                 |
| Roschkowo (Рожково)         | Perwissau              | 1947                 |
| Rutschji (Ручьи)            | Mückenhof              | 1950                 |
| Saliwnoje (Заливное)        | Postnicken             | 1947                 |
| Sokolowka (Соколовка)       | Damerau                | 1947                 |
| Tschaikino (Чайкино)        | Rinau                  | 1947                 |
| Uslowoje (Узловое)          | (Königlich) Neuendorf  | 1947                 |

## Kirche

### Kirchengebäude
Das Jahr der Errichtung der Postnicker Pfarrkirche ist nicht bekannt. Wohl aber stammt sie aus der Ordenszeit. Im 16. Jahrhundert brannte das Gebäude aus, wurde aber – unter Verwendung des alten Mauerwerks – als Saalkirche ohne Chor wieder aufgebaut. Der Turm stammte aus der Zeit des 15./16. Jahrhunderts. Patron und Geistiges Oberhaupt der Kirche war im 18. Jahrhundert der König von Preußen.
Das im Zweiten Weltkrieg offenbar unzerstörte Gotteshaus blieb bis Ende der 1970er Jahre intakt. 1988 wurde der Turm abgebrochen, das Dach des Kirchenschiffs fiel ein. Von der ehemaligen Kirche stehen heute nur noch die Grundmauern mit offenen Fenstern und einer vermauerten Tür.

### Kirchengemeinde
Postnicken war bereits in vorreformatorischer Zeit ein Kirchdorf. Schon früh hielt die Reformation hier Einzug. Anfangs gehörte die Pfarrei zur Inspektion Schaaken, dann bis 1945 zum Kirchenkreis Königsberg-Land II in der Kirchenprovinz Ostpreußen der Kirche der Altpreußischen Union.
Heute existiert in Saliwnoje keine eigene Gemeinde mehr. Die Siedlung liegt im Einzugsbereich der evangelisch-lutherischen Kirchengemeinde in Marschalskoje (Gallgarben), einer Filialgemeinde der Auferstehungskirche in Kaliningrad (Königsberg). Sie ist Teil der Propstei Kaliningrad in der Evangelisch-lutherischen Kirche Europäisches Russland (ELKER).

### Kirchspielorte (bis 1945)
Zum Kirchdorf Postnicken gehörte vor 1945 ein weitflächiges Kirchspiel:
| Name           | Russischer Name |  | Name          | Russischer Name               |
| -------------- | --------------- |  | ------------- | ----------------------------- |
| Bledau         |                 |  | Möwenhof      | Saliwnoje                     |
| Brandt         | Saliwnoje       |  | Mückenhof     | Saliwnoje, bis 1993: Rutschji |
| Eckergarten    |                 |  | Neu Perwissau |                               |
| Edelswalde     |                 |  | Neu Rinau     |                               |
| Groß Post      |                 |  | Palve         | Saliwnoje                     |
| Grünwalde      | Saliwnoje       |  | Perwissau     | Roschkowo                     |
| Hempelshube    |                 |  | Post          |                               |
| Henselshöfchen |                 |  | Postell       |                               |
| Jägertal       | Saliwnoje       |  | Rinau         | Tschaikino                    |
| Julienhöhe     | Ijulskoje       |  | Tellehnen     |                               |
| Kingitten      | Liski           |  | Waldstein     |                               |
| Kropiens       | Gajewo          |  | Willmanns     |                               |

### Pfarrer (bis 1945)
In der Zeit von der Reformation bis 1945 amtierten in Postnicken als evangelische Geistliche:
| - Erhard Schwabe, 1550 - Kilian Torner, ab 1550 - Johann Baumgart, 1553–1570 - Stanislaus Zabelin, ab 1570 - Christoph Benicius, 1574–1579 - Bernhard Leopoldus, 1580–1595 - Jacob Fabritius, 1605–1637 - Johann Reuchlin, 1637–1642 - Johann Contentus, 1642–1645 - Joachim Grünwald, ab 1645 - Andreas Hamilton, 1669–1675 - Joachim Fr. Solmsdorf, 1675–1697 - David Schmaltz, 1688–1735 - Georg E. Rosenberger, 1719–1742 - Johann Heinrich Dehn, 1742–1781 | - Carl Gottfried Schumacher, 1779–1787 - Ephraim Gottlieb Brauer, 1788–1807 - Christian Matth. G. Rücker, 1707–1810 - Karl Gotthard Mill, 1810–1817 - Johann Gottlieb Reyländer, 1818–1835 - Gustav A. Leopold Schiller, 1835–1866 - Heinrich Gotthard Reinh. Ebel, 1866–1887 - Karl Hermann Fr. Goldbeck, 1890–1892 - Louis Ernst Gustav Guddas, 1893–1896 - August Christ. Walsdorff, 1897–1906 - Kurt Eugen Gottlieb Viergutz, 1907–1921 - Paul Just, 1921–1927 - Walter Wiesenberg, 1928–1929 - Helmut Pfeier, 1936–1937 - Horst Voßköhler, 1939–1945 |

### Kirchenbücher
Von den Kirchenbüchern haben die alphabetischen Namensverzeichnis für Taufen, Trauungen und Bestattungen der Jahre 1768 bis 1927 den Krieg überstanden. Sie werden im Evangelischen Zentralarchiv in Berlin-Kreuzberg aufbewahrt.

## Söhne und Töchter des Ortes
- Balthasar Braunsberger (* 1561 in Postnicken; † 1614), deutscher Rechtswissenschaftler